# 格里热勒
格里热勒（法語：Grigel，法語發音：[ɡʁiʒɛl]）是法国海外省法属圭亚那的一座村庄，属于马里帕苏拉市镇的一部分，位于坦波克河南岸和因宁尼河北岸之间，靠近瓦基河南岸。